# 左沢楯山城
左沢楯山城（あてらざわたてやまじょう）は、出羽国村山郡寒河江荘左沢（山形県西村山郡大江町）にあった日本の城。城跡は国の史跡である。

## 歴史
左沢（あてらざわ）は最上川の流れに臨み、五百川（いもかわ）渓谷を経て置賜地方と村山地方を結ぶ軍事上の要地であった。南方には鎌倉時代に築かれた富沢楯（大江匡朝築城）および対岸の伏熊楯（中山忠義築城：長崎中山氏の祖）があり、東には寒河江の平野が眺望できる楯山の上に左沢楯山城が築かれ左沢氏が入った。左沢氏初代元時は大江時茂の次男であり、時茂が南北朝の争乱に備えて白岩・柴橋・寒河江・溝延などに一族の子弟を配して守りを固めた際に、左沢に配置された。元時は応安元年／正平23年（1368年）最上氏との漆川の戦いで敗れ一族60数名と共に自害してしまうが、子孫は代々左沢楯山城を守る。
左沢氏から吉川宗家に養子として入った吉川政周が永正11年（1514年）に伊達氏との抗争で戦死して以後、左沢氏の系譜をたどることはできないが、天正2年（1574年）天正最上の乱で伊達側について立働く様子が見られる。天正12年（1584年）寒河江氏が最上氏により滅ぼされると最上氏の支配下にはいり、慶長出羽合戦では直江兼続配下の分隊による攻撃を受けたようである（『伊達家治家記録』『最上合戦記』）。元和8年（1622年）最上氏が改易になると左沢藩主・酒井直次に引き継がれるが、寛永年間（1624年～1645年）小漆川（大江町左沢小漆川）に新城を築くまでその機能を果たした。
左沢楯山城跡は2009年（平成21年）2月12日に国の史跡に指定されている。

## 構造
本丸、二の丸、三の丸および三の丸北高地からなり、東西1300メートル、南北600メートルに及ぶ。本丸には城館と寒河江八幡宮から勧進された八幡社があり、鬼門にあたる東北部には巨海院（こかいいん）が置かれた。二の丸頂上は千畳敷とよばれる平坦地になっており眺望がよい。三の丸は堀切により二の丸から切り離されており、堀切は左沢から寒河江・谷地・大石田へ通じる主要街道であった。三の丸南斜面および西端には寺社が配置され、現在でもその痕跡を見ることができる。

## 歴代城主
左沢氏
- 初代　左沢元時 - 蔵人弾正忠。大江氏親広流7代大江時茂の次男。左沢の守りに付くものの漆川の戦いで討死。
- 2代　氏政 - 左沢式部少輔。
- 3代　満広 - 五郎伊予守。
- 4代　時高 - 太郎二郎式部少輔。伊予守。法名月心。
- 5代　頼広 - 伊予守。法名大叟。
- 6代　政勝 - 式部少輔。法名花叟。
- 7代　満政 - 左沢彦二郎式部少輔。最上氏の侵攻を白岩氏・出羽吉川氏らと共に寒河江氏を援けて退ける。
- 8代　氏政 - 神九郎。烏帽子親を大宝寺氏説が務めたという。
- 9代　政周（出羽吉川氏へ入る） - 7代満政の弟。吉川八郎五郎兵部少輔。永正11年（1514年）最上氏と伊達氏の争いにおいて、最上氏に援軍に赴き討死。

以降不明
山形藩
- 長尾右衛門

左沢藩
- 酒井直次

## 所在地
- 楯山公園 - 山形県西村山郡大江町2523
  - 楯山公園からの最上川の眺めが絶景とされ、1997年に最上川ビューポイントに選定。2002年には日本遊歩百選に選定されている[7]。

## アクセス
- JR左沢駅から徒歩25分
- 寒河江SAから8.5キロメートル（車で20分）

## その他
巨海院は寒河江庄落衣の北、寺山の大門跡近くにあったという。左沢元時が左沢楯山城築城にあたり城中に移されたと考えられる。現在の巨海院は酒井直次の新城建築の際現在地に移されたもので、その山門は慶安元年（1648年）新城から移築されたものである。